# Theodor Rosetti
Theodor Rosetti (4 de maio de 1837 — 17 de julho de 1932) foi um escritor, jornalista e político romeno que foi primeiro-ministro de seu país entre 13 de abril de 1888 e 11 de abril de 1889.